# 13964 La Billardiere
13964 La Billardiere este o planetă minoră (asteroid), cu un diametru de 11,38 km, din centura de asteroizi. A fost descoperită pe 3 august 1991 la Observatorul European Austral de Eric Walter Elst și a fost numită după Jacques-Julien Houtou de La Billardière⁠(d). 
Obiectul prezintă o orbită caracterizată de o semiaxă mare de 3,2146893 UAi, o excentricitate de 0,16, o înclinație de 0,59271 ° în raport cu ecliptica.